# La Chasse (film, 1966)
Pour les articles homonymes, voir La Chasse.
Pour plus de détails, voir Fiche technique et Distribution.

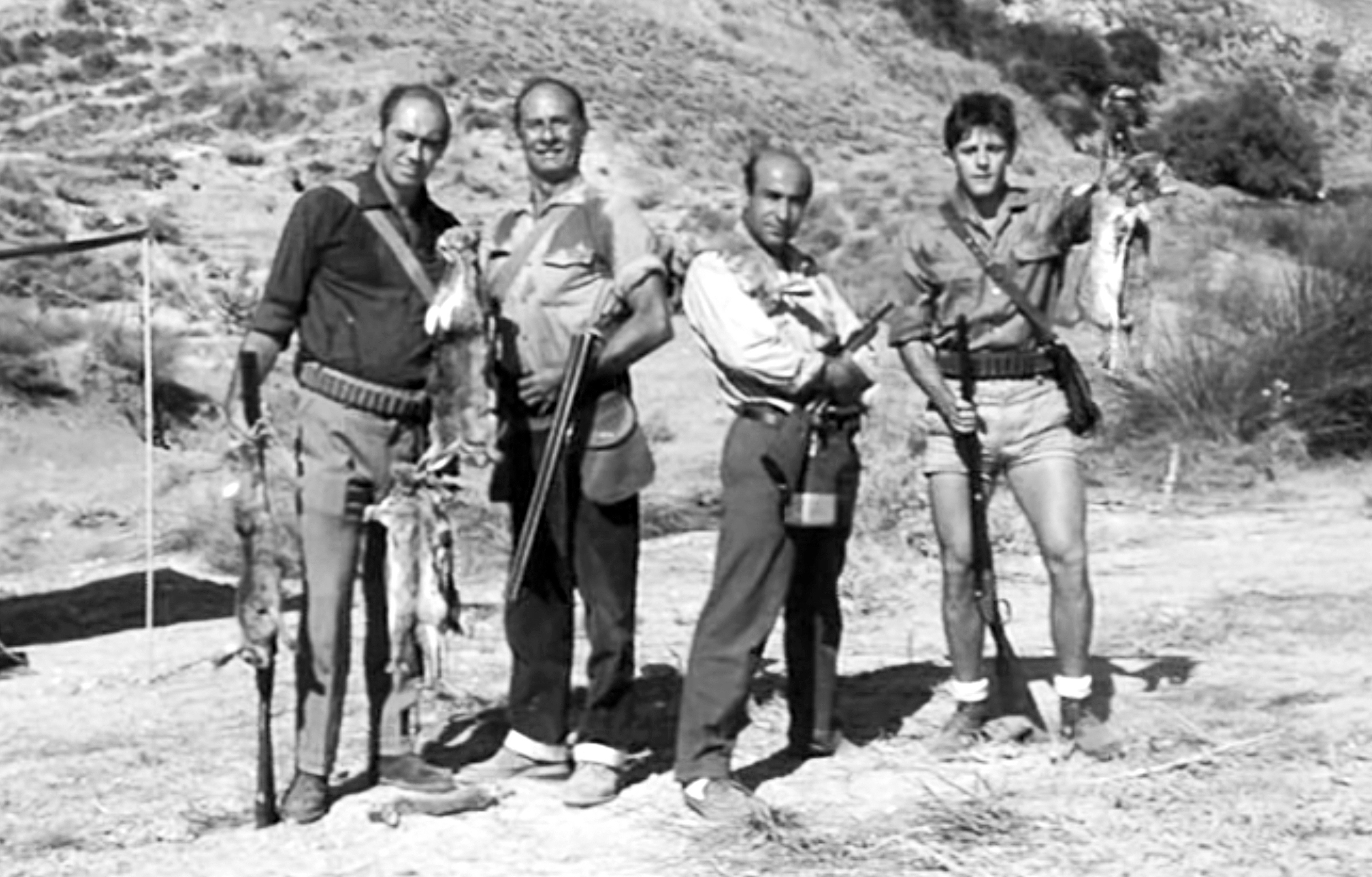

La Chasse (titre original : La caza) est un film espagnol réalisé par Carlos Saura, sorti en 1966.

## Synopsis
José, Paco et Luis, qui ont combattu ensemble du côté nationaliste pendant la guerre civile, se retrouvent pour une chasse au lapin dans un village de Castille, village qui a été le lieu d'une bataille à laquelle ils ont participé tous les trois. Depuis la guerre, leurs situations ont évolué de façons différentes, des rancunes vont apparaître...

## Fiche technique
- Titre original : La caza
- Titre français : La Chasse
- Réalisation : Carlos Saura
- Scénario : Angelino Fons et Carlos Saura
- Décors : Carlos Ochoa
- Costumes : Angelines Castro
- Photographie : Luis Cuadrado
- Cadreur : Teo Escamilla
- Son : Enrique Molinero
- Montage : Pablo G. del Amo
- Musique : Luis de Pablo
- Production : Elías Querejeta, Carlos Saura
- Société de production : Elías Querejeta Producciones
- Société de distribution : Bocaccio Distribución S.A.
- Pays d'origine :  Espagne
- Langue originale : espagnol
- Format : Noir et blanc - 35 mm - 1,66:1 - Son Mono
- Genre : drame
- Durée : 91 minutes
- Dates de sortie : 
  -  Allemagne de l'Ouest : juin 1966 (festival de Berlin)
  -  Espagne : 9 novembre 1966

## Distribution
- Ismael Merlo : José
- Alfredo Mayo : Paco
- José María Prada : Luis
- Emilio Gutiérrez Caba : Enrique
- Fernando Sánchez Polack : Juan
- Violeta García : Carmen
- María Sánchez Aroca : la mère de Juan

## Distinctions

### Récompenses
- Berlin 1966 : Ours d'argent du meilleur réalisateur pour La Chasse

## Autour du film
- Passionné de science-fiction, le personnage de Luis lit le livre El planeta negro, traduction en espagnol d'un roman de David Duncan.